# Bid (Maharashtra)
Bid ou Beed (en marathi: बीड )  est une ville de l'État indien du Maharashtra.

## Géographie
Sa population est de 146 237 habitants.
Bid est le chef lieu du District de Bid.